# Иван Кошинов
Иван Цанов Кошинов е български комунист, инженер, офицер (генерал-лейтенант).

## Биография
Роден е на 1 ноември 1927 г. в ботевградското село Разлив.
Арестуван е за комунистическа дейност и изключен от гимназията. От 20 март 1943 г. до 8 септември 1944 г. лежи в Сливенския и Софийския затвори. През 1946 г. най-накрая завършва гимназия в Ботевград. В периода август 1946 – 29 април 1949 г. учи във Военното училище в София. От 30 април 1949 г. е командир на курсантски взвод в училището. Остава на този пост до 26 ноември 1952 г. Между 27 ноември 1952 и 9 март 1953 г. е преподавател по артилерийска стрелба във Военното училище. От 10 март 1953 да 12 декември 1954 г. е помощник-началник на артилерийския стрелкови отдел на Командването на артилерията. На 13 декември 1954 г. е назначен за старши помощник-началник в ТСК към Командването на артилерията. Остава на този пост до 8 юни 1955 г. Между 9 юни 1955 и 17 декември 1956 г. е старши помощник-началник на отдел „Бойна подготовка“ към Командването на артилерията. От 18 декември 1956 г. е старши помощник-началник на отдел „Бойна подготовка“ по корпусната армейска и дивизионната артилерия към Командването на артилерията. В периода 7 октомври 1958 г. 4 септември 1959 г. е старши помощник-началник на отдел „Бойна подготовка“ по полковата и батальонната артилерия в същото Командване. От 5 септември 1959 г. до 27 юли 1964 г. учи във Военната академия в София за военен инженер по радиолокаторна техника. След това е назначен за няколко месеца за главен инженер по среден и капитален ремонт на специална и обща радиолокаторна техника и зенитно въоръжение, той и заместник-началник на отдел „РЛТ и зенитно въоръжение в УРАВ и РЛТ“ на Министерството на отбраната (26 юли-18 октомври 1964). От 19 октомври 1964 до 14 октомври 1965 г. е заместник-началник на отдел по ремонта на АВ и РЛТ в Управление „Военно-ремонтни бази и заводи“. На 15 октомври 1965 г. е назначен за директор на 160 АРТРЗ в Божурище. На 22 януари 1967 г. е освободен от поста.
На 23 януари до 30 декември същата година е началник на отдел по ремонта на АВ и РЛТ. От 31 декември 1967 г. до 14 октомври 1968 г. е заместник-началник по техническите въпроси на Управление „Военно-ремонтни бази и заводи“ на Министерството на отбраната. В периода 15 октомври 1968 – 22 януари 1976 г. е началник на Управление „Военноремонтни бази и заводи“ в Главно управление „Военна техника“. На 23 януари 1976 г. е назначен за директор на ДСО „Електрон“. Остава на този пост до 22 септември 1983 г. Между 23 септември 1983 и 14 август 1990 г. е секретар на Партийно-правителствената комисия по отбранителна промишленост (1983-1987) и Правителствената комисия по въоръженията и продоволствията към Министерския съвет на Народна Република България (1987-1990) . На 15 август 1990 г. е сложен в разпореждане на Управление „Кадри“ по щат А-144 за уволнение. На 5 март 1991 г. преминава в запаса. Умира на 15 октомври 2008 г. в София. Издава книга „Българска специална електроника (1951 – 1989)“, Изд. Водолей, 2005 (2 доп. изд. 2009).

## Образование
- Военно училище в София – август 1946 – 29 април 1949 г.
- Военната академия „Георги Раковски“ – 5 септември 1959 г. до 27 юли 1964 г.

## Военни звания
- младши лейтенант (18 август 1950)
- лейтенант (24 август 1951)
- старши лейтенант (17 юни 1952)
- капитан (15 април 1954)
- майор (14 април 1958)
- подполковник (17 април 1962)
- инженер-полковник (12 октомври 1967)
- генерал-майор (7 септември 1981)[4]
- генерал-лейтенант (7 септември 1984)[5]

## Награди
- Медал „За безупречна служба“ – III ст.
- Медал „За безупречна служба“ – II ст.
- Медал „25 години народна власт“
- „Народна република България“ – III ст.
- „9 септември 1944 г.“ – I ст. с мечове
- „Червено знаме“
- Орден „За храброст“ – II ст.